# Јелена Лоловић
Јелена Лоловић (Сарајево, 14. јул 1981) српска је скијашица. Такмичи се углавном у техничким дисциплинама слалому и велеслалому, ређе у супервелеслалому а у спусту на почетку каријере. Чланица је Скијашког клуба Чукарички из Београда. Користи скије и везове фирме Елан. 

## Биографија
По занимању је дипломирани филолог (енглески језик), а тренутно је на постдипломским студијама на универзитету Сингидунум.
Научила је да скија са 5 година, а први клуб јој је био СК Романија Пале, одакле је прешла у београдски СК Чукарички. Прву значајнију победу остварила је у Бамби купу на Брезовици. У Светском купу је дебитовала 21. јануара 2001. године у Кортини д‘Ампецо. Свој Први светски куп резултат остварила је у супервелеслалому (25. фебруар 2005. у Сан Сикариу).
На Светским првенствима у алпском скијању учествовла је 5 пута:
- 1999. Вејл

Слалом није завршила 2. трку
Велеслалом није завршила 1. трку
- 2003. Сент Мориц

Слалом није завршила 1. трку
Велеслалом 51 место
- 2005. Санта Катарина

Слалом није завршила 2. трку
Велеслалом 33 место
Супервелеслалом 33. место
- 2007. Оре

Слалом није завршила 1. трку
Велеслалом није завршила 1. трку
- 2009. Скво Вели

Слалом 22. место
Велеслалом 25. место
Супервелеслалом 26. место
На Зимским олимпијским играма учествовала је три пута. Као најуспршнија скијашица у том периоду сва три пута је носила је националну заставу за СР Југосвавију на свечаном отварања игра 2002. Солт Лејк Ситију, Србију и Црну Гору 2006. у Торину и Србију 2010. у Ванкуверу.
- 2002. Солт Лејк Сити

Велеслалом 40 место
- 2006. Торино

Велеслалом 30 место
Слалом 43. место
Супервелеслалом 43. место
- 2010. Ванкувер

Велеслалом 33. место
Слалом није стартовала
Супервелеслалом 30. место

## Пласмани у Светском купу
| Сезона | Укупно | Слалом | Велеслалом | Комбинација |
| ------ | ------ | ------ | ---------- | ----------- |
| 2005   | 105    | –      | –          | 22          |
| 2007   | 100    | 49     | 40         | –           |
| 2008   | 96     | 54     | 39         | 36          |
| 2010   | 108    | 46     | –          | –           |